# Canadian Institute in Greece
Das Canadian Institute in Greece oder Institut Canadien en Grèce (griechisch Καναδικό Ινστιτούτο στην Ελλάδα, kurz CIG oder ICG) ist eines von 17 ausländischen archäologischen Instituten in Griechenland, die alle ihren Hauptsitz in Athen haben.

## Geschichte und Aufgaben
Das Institut wurde 1974 auf Beschluss der kanadischen Regierung als Canadian Archaeological Institute at Athens gegründet und 1976 vom griechischen Kultusministerium als ausländische archäologische Schule anerkannt. Ab 1980 war das Institut in der kanadischen Botschaft in Athen untergebracht, bevor es 1982 eigene Räume beziehen konnte. Nach der Schließung der kanadischen wissenschaftlichen Einrichtungen in Rom (Canadian Academic Centre in Italy) und Kairo (Society for the Study of Egyptian Antiquities) im Jahr 1994 war es die einzige kanadische Forschungseinrichtung im Mittelmeerraum. In diesem Jahr konnte das Institut größere Räume für sein Büro, für Vorlesungen und Veranstaltungen und seine Bibliothek beziehen. Auch konnten nun Übernachtungsmöglichkeiten für zwei Besucher des Instituts angeboten werden.
Im Jahr 2005 wurde das Institut in die heutige Bezeichnung umbenannt, um mit diesem allgemeineren Namen das ganze Spektrum seiner wissenschaftlichen und kulturellen Aktivitäten zum Ausdruck zu bringen. 2006 wurden weitere Flächen angemietet, so dass nicht nur die Bibliothek weiter ausgebaut, sondern auch bis zu vier Besucher untergebracht werden können. Geleitet wird das Institut derzeit (2018) interimistisch von Brendan Burke.
Das privat finanzierte und als Non-Profit-Organisation eingerichtete Institut hat die Aufgabe, Forschung und Ausbildung kanadischer Wissenschaftler und Studenten in allen Belangen griechischer Geschichte und Kultur von der Antike bis zur Gegenwart zu fördern. Es veranstaltet hierzu Seminare, Vorlesungsreihen und Kongresse. Auch unterstützt es kulturelle Aktivitäten Kanadas in Griechenland. Gegenüber der griechischen Regierung verantwortet es alle kanadischen archäologischen Feldforschungen.

## Einrichtungen und Forschung
Die Bibliothek des kanadischen Instituts umfasst etwa 6.000 Bände, die – mit deutlicher Gewichtung griechischer Inhalte – den gesamten Mittelmeerraum zu Kulturanthropologie, Archäologie, Geschichte und Literatur abdecken. Darüber hinaus besitzt das Institut das hauseigene Archiv zu Feldforschungen und Korrespondenz mit internationalen Wissenschaftlern.
In digitalisierter Form liegt die Sammlung von Fotonegativen des Instituts vor, darüber hinaus besitzt es die Frederick-E.-Winter-Sammlung an Fotonegativen, so dass die Sammlung insgesamt ein breites Spektrum archäologischer Stätten des Mittelmeerraums mit Schwerpunkt Griechenland dokumentiert.
Ausgrabungen durch das Institute finden derzeit im makedonischen Argilos und im thessalischen Kastro Kallithea sowie seit 2011 nach einem Survey von 2007 bis 2009 im Rahmen des Eastern Boeotia Archaeological Project gemeinsam mit der 9. Ephorie für Prähistorische und Klassische Altertümer (Böotien) statt. Frühere Ausgrabungen und Surveys wurden in Tanagra, Mytilene, Kamares, Stymphalos, in Zaraka und Sfakia und anderen Orten unternommen. Größere Unterwasseruntersuchungen führte das Institut in Kalamianos im Saronischen Golf und im Rahmen eines Survey zu Schiffswracks der Perserkriege durch.

## Publikationen
Für seine Mitglieder gibt das Institute ein halbjährlich erscheinendes Bulletin heraus, das über neueste Aktivitäten und Ausgrabungsergebnisse informiert und wissenschaftliche Aufsätze seiner Mitglieder veröffentlicht. Seit 1991 erscheinen in der Reihe Publications of the Canadian Archaeological Institute at Athens Monographien und Kongressbände.